# Mac Davis
Morris Mac Davis (21 de enero de 1942 - 29 de septiembre de 2020) fue un actor, cantante, compositor de música Country estadounidense. Durante años, compuso canciones para Elvis Presley, proporcionándole éxitos como "Memories", "In the Ghetto" o "Don't Cry Daddy".

## Biografía
Davis nació y creció en Lubbock, Texas, donde pasó su infancia viviendo junto a su hermana y su padre. Davis describió a su padre, quien estaba divorciado de su madre, como "muy religioso, muy estricto y muy terco". Aunque Davis era físicamente pequeño, tenía inclinación por meterse en peleas. Tras graduarse a los 16 años, buscando escapar de su ciudad natal, se mudó a Atlanta, donde vivía su madre.
Una vez que Davis se instaló en Atlanta, formó un grupo de rock and roll llamado Zots, con el que publicó dos sencillos para OEK Records, administrados y promovidos por el propietario de OEK, Oscar Kilgo. También trabajó para las compañías discográficas Vee-Jay Records y Liberty Records como gerente regional. Comenzó a ser conocido por sus composiciones, motivo por el cual fue contratado por Nancy Sinatra para su compañía, Boots Enterprises, Inc. Davis estuvo en la empresa durante varios años a finales de la década de 1960. Durante ese tiempo, tocó en muchas de las grabaciones de Sinatra, y ella lo incorporó a sus espectáculos teatrales. Boots Enterprises también actuó como editorial, publicando canciones como "In the Ghetto", "Friend, Lover, Woman, Wife", "Home", "It's a Lonely Time of Year" y "Memories", que fueron grabadas por Elvis Presley, la propia Nancy Sinatra o B. J. Thomas, entre muchos otros. Durante un breve lapso de tiempo, Davis usó el seudónimo "Scott Davis" para escribir canciones (tomando prestado el nombre de pila de su hijo) para evitar confusiones con el renombrado compositor Mack David. Davis dejó Boots Enterprises en 1970 para firmar con Columbia Records, llevándose todas sus canciones con él.
En 1968 escribió "In the Ghetto", según el productor discográfico Jimmy Bowen, Mac Davis, guitarra en mano, presentó la canción en un estudio, con espectadores como Jesse Jackson y otros miembros de la comunidad activista negra, Davis, era el único hombre blanco en la sala en ese momento. Aunque la canción, inicialmente iba a ser para Sammy Davis Jr., fue finalmente grabada por Elvis Presley, e incluida en el álbum From Elvis in Memphis. La canción se convirtió en un éxito para Presley, que continuó grabando más material de Davis, como "Memories", "Don't Cry Daddy" y "Clean Up Your Own Backyard". Bobby Goldsboro también grabó algunas de las canciones de Davis, incluyendo "Watching Scotty Grow", éxito de Goldsboro en 1971. Otros artistas que grabaron sus composiciones fueron Vikki Carr, OC Smith , Kenny Rogers y The First Edition. "I Believe in Music", a menudo considerada como la canción insignia de Davis, fue grabada por varios artistas, incluidos Marian Love, B.J. Thomas, Louis Jordan, Perry Como, Helen Reddy o Lynn Anderson.
Tras años de enriquecer el repertorio musical de numerosos artistas, en 1970, Davis decidió emprender su propia carrera como cantante de música country, firmando un contrato discográfico con la compañía Columbia Records. Encabezó las listas de música country y pop con la canción "Baby Don't Get Hooked on Me", que vendió más de un millón de copias, siendo reconocido con el disco de oro en septiembre de 1972. Tuvo otros éxitos, incluidas las canciones "Stop and Smell the Roses", "One Hell of a Woman" y "Burnin' Thing". A finales de la década de 1970, firmó con Casablanca Records, discográfica conocida por  los éxitos Donna Summer y Kiss. Su primer éxito con la compañía llegó en 1980 con la novedosa canción "It's Hard to Be Humble", su primer top 10 de música country. Alcanzó el éxito con otras canciones como "Texas in My Rear View Mirror" y "Hooked on Music", que se convirtió en su mayor éxito de música country en 1981 y llegó al número 2.
De 1974 a 1976, Davis tuvo su propio programa de variedades de televisión en la cadena NBC, The Mac Davis Show. Como actor, hizo su debut cinematográfico junto a Nick Nolte en la película North Dallas Forty en 1979. También protagonizó la comedia de 1981 Cheaper To Keep Her. La película recibió críticas principalmente negativas y no tuvo éxito de taquilla. En 1998, Davis protagonizó la comedia deportiva Possums, que debutó en el Festival de Cine de Sundance.  
Davis fue incluido en el Salón de la Fama de Compositores de Nashville en 2000. Recibió una estrella en el Paseo de la Fama de Hollywood ubicada en el 7080 Hollywood Boulevard, por su contribución a la industria discográfica.
Falleció el 29 de septiembre de 2020, por complicaciones tras una cirugía cardíaca.

## Discografía
- 1970 - Song Painter
- 1971 - I Believe in Music
- 1972 - Baby, Don't Get Hooked on Me
- 1973 - Mac Davis
- 1974 - Stop and Smell the Roses
- 1974 - All the Love in the World
- 1975 - Burnin' Thing
- 1976 - Forever Lovers
- 1977 - Thunder in the Afternoon
- 1978 - Fantasy
- 1979 - The Mac Davis Collection
- 1979 - Greatest Hits
- 1980 - It's Hard to Be Humble
- 1980 - Texas in My Rearview Mirror
- 1981 - Midnight Crazy
- 1982 - Forty '82
- 1983 - Who's Lovin' You
- 1984 - Very Best and More
- 1984 - Soft Talk
- 1985 - Till I Made It with You
- 1986 - Somewhere in America
- 1994 - Will Write Songs for Food
- 2000 - The Best of Mac Davis
- 2006 - 20th Century Masters: The Millennium Collection
- 2007 - The Best of Mac Davis